# Lemmy (film)
Lemmy (podtitul "49% motherf ** ker. 51% son of a bitch") je dokumentární film z roku 2010 o anglickém rockovém hudebníkovi Ianovi "Lemmy" Kilmisterovi, zakladateli, baskytarista a hlavním zpěvákovi britské heavy metalové skupiny Motörhead.

## Děj
Film Lemmy režírovali a produkovali Greg Olliver a Wes Orshoski a nabízí rozhovory s přáteli, vrstevníky a obdivovateli jako např. Slash a Duff McKagan ze skupin Guns N'Roses a Velvet Revolver, Ozzy Osbourne, James Hetfield, Lars Ulrich, Robert Trujillo a Kirk Hammett ze skupiny Metallica, David Ellefson ze skupiny Megadeth a Scott Ian ze skupiny Anthrax.  Také obsahuje Dava Vaniana a Captain Sensibla ze skupiny The Damned, Petera Hooka ze skupin Joy Division a New Order, Marky Ramone ze skupiny Ramones a Nika Turnera a Dava Brocka z bývalé Lemmyho skupiny Hawkwind. Filmaři byli schopni zachytit mnoho upřímných momentů, například kolegů Dava Grohla a Billyho Boba Thorntona s Lemmym v barech a nahrávacích studiích.
Film odhaluje, že Lemmy tráví většinu svého života buď na turné se skupinou Motörhead nebo visí v podniku Rainbow Bar and Grill, s dobře známými hudebníky jako je Nikki Sixx, žertováním, že narazí na Lemmyho " každý "krát, když jdou do Rainbow. Žije sám v malém bytě s řízeným nájemným v Hollywoodu, kterého se odmítá vzdát kvůli své těsné blízkosti k Rainbow. Odhaluje, že se nikdy neoženil a že to má velmi blízko svému synovi Paulovi, kytaristovi, který se občas připojí k Lemmymu na pódiu.

## Produkce
Film obsahuje záběry ze Spojených států, Německa, Anglie, Finska, Norska, Švédska, Ruska, Walesu, Skotska a Dánska. Záběry jsou složeny z kombinace 16 mm filmu a HD videa, natočených v průběhu tří let.

## Uvádění
Film Lemmy měl premiéru v březnu 2010 na filmovém festivalu South by Southwest v Austinu ve státě Texas. Po světové premiéře časopis Wired napsal " 'Lemmy' doluje čisté zlato," a Marc šavle z The Austin Chronicle napsal: "Co je v názvu? Portrét zakladatele skupiny Motörhead Lemmyho Kilmister od Lemmyho, Grega Olliver a Wese Orshoskiho, který je jedním z nejvíce důkladných a zábavných rock and rollových dokumentů od filmu 'Dig!' od Ondine Timonera. Stejně jako jeho námět, je to zase, filozofický, drzý, a důkladný nakopávač. "Potom byl uveden na filmových festivalech v Kanadě, Austrálii, Mexiku, Jižní Koreji, Řecku, Chile, Brazílii, Španělsku, Francii a jinde. Film byl divadelně vydán ve Spojeném království v prosinci 2010 a v lednu a únoru 2011 ve Spojených státech. V březnu 2011 byl ve Spojených státech vydán na DVD, Blu-ray a digitální stažení. Americká verze filmu byla považována za "konečnou", protože verze Blu-ray obsahuje více než 4 hodiny doplňků, a vydání dvoj-DVD obsahuje více než tři hodiny bonusových funkcí, včetně více než 30 minut jamování Kilmister se skupinou Metallica. Film Lemmy byl poprvé uveden 23. října 2010 ve Spojeném království na London Film Festivalu. Společnost  Entertainment One vydala DVD ve Spojeném království 24. ledna 2011.

## Hodnocení
Film má v současnosti 82-procentní hodnocení na stránce Rotten Tomatoes. Hamish MacBain z časopisu NME udělil filmu Lemmy pozitivní recenzi (8 z 10), přičemž poznamenal, že "[p] očujúc jeho slova 'Rock It' je samotný důvod pro sledování tohoto filmu . " Recenze časopisu The Hollywood Reporter zjistila, že obsah filmu je" zábavný dost na to, aby přitáhl
k subjektu diváky mimo metalového davu ". Kam stránce CinemaFunk vysvětluje, že je film "poměrně jednoduchý a nemá estetické volby kromě toho, že natáčí tu prokletou věc, zobrazuje ji a pokračuje. Neexistuje lepší způsob, jak vysvětlit Lemmyho vlastní ideologie. " Brandon Tenold, který si prostudoval film pro stránku Twitchfilm.net, řekl, že ačkoli to není klasika všech dob jako Woodstock nebo gimme Shelter byla to stále "přítulná a vtipná momentka jedné z nejvýraznějších a nejtrvalejších postav rock and rollu".

## Certifikace
| Krajina            | Certifikace | Prodejnost |
| ------------------ | ----------- | ---------- |
| Nemecko            | Zlato       | 25 000     |
| Spojené státy      | Zlato       | 50 000     |
| Spojené království | Zlato       | 25 000     |